# 橋本博光
橋本 博光（はしもと ひろみつ、1894年（明治27年）4月23日 - 1968年（昭和43年）12月25日）は、大日本帝国陸軍軍人。最終階級は陸軍少将。功四級。

## 経歴
1894年（明治27年）に福岡県で生まれた。陸軍士官学校第27期卒業。1939年（昭和14年）3月9日に野砲兵第26連隊長（第1軍・第20師団）に就任して日中戦争に出動し、8月1日に陸軍砲兵大佐に進級した。1940年（昭和15年）8月に第1砲兵司令部高級部員に転じ、1941年（昭和16年）4月に陸軍野戦砲兵学校教官を経て、1942年（昭和17年）5月に陸軍野戦砲兵学校研究部主事に就任した。
1943年（昭和18年）8月2日に陸軍少将進級と同時に陸軍野戦砲兵学校附となり、1944年（昭和19年）8月2日に陸軍野戦砲兵学校長に就任。終戦後の1945年（昭和20年）10月9日に予備役に編入された。
1947年（昭和22年）11月28日、公職追放仮指定を受けた。